# Franklin Chacón
Franklin Raúl Chacón Colmenares (* 12. Februar 1979) ist ein venezolanischer Radrennfahrer.
Zu Chacóns größten Erfolgen auf der Straße waren sein Siege in der Zeit von 2000 bis 2008 bei Abschnitten der internationalen Etappenrennen Vuelta al Táchira (drei), Vuelta a Venezuela (eine und ein Mannschaftszeitfahren) sowie Vuelta a Guatemala (drei). Danach gelangen ihm keine Siege bei UCI-Rennen mehr, er belegte jedoch in der Gesamtwertung der Vuelta a Venezuela 2012 den vierten Rang. Auf nationaler Ebene gewann er zahlreiche Rennen, darunter im Jahr 2002 die venezolanische Meisterschaft im Einzelzeitfahren.
Auf der Bahn gewann er mit dem venezolanischen Bahnvierer bei den Panamerikameisterschaften 2004 und 2007 die Silbermedaille in der Mannschaftsverfolgung. 2004 kam er auf den 7. Platz in der Einerverfolgung.

## Erfolge
2000
- eine Etappe Vuelta al Táchira

2002
- eine Etappe Vuelta al Táchira
- Venezolanischer Meister – Einzelzeitfahren

2005
- Mannschaftszeitfahren Vuelta a Venezuela

2006
- eine Etappe Vuelta al Táchira

2008
- eine Etappe Vuelta a Venezuela
- drei Etappen Vuelta a Guatemala